# Фріленд (Пенсільванія)
Фріленд (англ. Freeland) — місто (англ. borough) в США, в окрузі Лузерн штату Пенсільванія. Населення — 3833 особи (2020).

## Географія
Фріленд розташований за координатами 41°1′16″ пн. ш. 75°53′47″ зх. д. / 41.02111° пн. ш. 75.89639° зх. д. (41.021221, -75.896323).  За даними Бюро перепису населення США в 2010 році місто мало площу 1,74 км², уся площа — суходіл.

### Клімат
| Клімат : Фріленд      | Клімат : Фріленд | Клімат : Фріленд | Клімат : Фріленд | Клімат : Фріленд | Клімат : Фріленд | Клімат : Фріленд | Клімат : Фріленд | Клімат : Фріленд | Клімат : Фріленд | Клімат : Фріленд | Клімат : Фріленд | Клімат : Фріленд | Клімат : Фріленд |
| Показник              | Січ.             | Лют.             | Бер.             | Квіт.            | Трав.            | Черв.            | Лип.             | Серп.            | Вер.             | Жовт.            | Лист.            | Груд.            | Рік              |
| Середній максимум, °C | 0,0              | 0,0              | 5,0              | 11,7             | 18,9             | 22,8             | 25,6             | 23,9             | 20,6             | 15,0             | 6,7              | 0,6              | 11,7             |
| Середній мінімум, °C  | −9,4             | −8,3             | −4,4             | 0,6              | 6,7              | 11,7             | 15,0             | 13,9             | 10,0             | 3,9              | 0,0              | −6,1             | 2,8              |
| Норма опадів, мм      | 76               | 74               | 89               | 104              | 112              | 117              | 127              | 109              | 102              | 94               | 102              | 89               | 1196             |
| --------------------- | ---------------- | ---------------- | ---------------- | ---------------- | ---------------- | ---------------- | ---------------- | ---------------- | ---------------- | ---------------- | ---------------- | ---------------- | ---------------- |
| Джерело: Weatherbase  |                  |                  |                  |                  |                  |                  |                  |                  |                  |                  |                  |                  |                  |

## Демографія
Згідно з переписом 2010 року, у селищі мешкала 3531 особа в 1509 домогосподарствах у складі 927 родин. Густота населення становила 2026 осіб/км².  Було 1760 помешкань (1010/км²).
Расовий склад населення:
| - 95,8 % — білих - 0,6 % — чорних або афроамериканців - 0,5 % — азіатів - 0,1 % — корінних американців - 1,5 % — осіб інших рас |

До двох чи більше рас належало 1,4 %. Частка іспаномовних становила 5,8 % від усіх жителів.
За віковим діапазоном населення розподілялося таким чином: 23,2 % — особи молодші 18 років, 58,1 % — особи у віці 18—64 років, 18,7 % — особи у віці 65 років та старші. Медіана віку мешканця становила 40,1 року. На 100 осіб жіночої статі у селищі припадало 93,0 чоловіків;  на 100 жінок у віці від 18 років та старших — 89,2 чоловіків також старших 18 років.
Середній дохід на одне домашнє господарство  становив 55 113 долари США (медіана — 40 598), а середній дохід на одну сім'ю — 66 599 доларів (медіана — 55 156). За межею бідності перебувало 18,8 % осіб, у тому числі 35,4 % дітей у віці до 18 років та 8,2 % осіб у віці 65 років та старших.
Цивільне працевлаштоване населення становило 1350 осіб. Основні галузі зайнятості: освіта, охорона здоров'я та соціальна допомога — 28,4 %, виробництво — 23,9 %, роздрібна торгівля — 9,2 %, транспорт — 9,0 %.